# Teresa Ciepły
Teresa Ciepły   (Brodnia Górna, 19 d'octubre de 1937 - Bydgoszcz, 8 de març de 2006), de soltera Wieczorek, fou una atleta polonesa, especialista en curses de velocitat i tanques, que va competir entre finals de la dècada de 1950 i mitjans de la de 1960. Es casà amb el llançador de pes Olgierd Ciepły.
El 1960 va prendre part en els Jocs Olímpics d'Estiu de Roma on disputà tres proves del programa d'atletisme. Guanyà la medalla de bronze en els 4x100 metres, formant equip amb Barbara Janiszewska, Celina Jesionowska i Halina Richter. En els 100 metres i els 80 metres tanques quedà eliminada en sèries. Quatre anys més tard, als Jocs de Tòquio, va disputar dues proves del programa d'atletisme. En els 4x100 metres guanyà la medalla d'or, formant equip amb Irena Kirszenstein, Halina Górecka i Ewa Kłobukowska, mentre en els 80 metres tanques guanyà la medalla de plata.
En el seu palmarès també destaquen tres medalles al Campionat d'Europa d'atletisme de 1962, d'or en els 80 metres tanques i 4x100 metres i de bronze en els 100 metres. Aquell mateix any fou designada esportista polonesa de l'any. A nivell nacional va guanyar vuit títols polonesos, quatre en els 80 metres tanques (1961-62, 1964-1965), tres en els 100 metres (1960-1962) i un els 4x100 metres. Va establir 25 rècords nacionals i un rècord del món en els 4x100 metres el 1962.

## Millors marques
- 100 metres. 11,5" (1962)
- 80 metres tanques. 10,5" (1964)
- salt de llargada. 6,22 metres (1962)
- pentatló. 4.420 punts (1960)[3]